# Nuoto sincronizzato ai campionati europei di nuoto 2014
Le competizioni di Nuoto sincronizzato ai Campionati europei di nuoto 2014 si sono svolte dal 13 al 17 agosto 2014. Gli eventi sono stati disputati al Schwimm und Sprunghalle di Berlino.

## Nazioni partecipanti
Alle competizioni hanno partecipato 20 nazioni.
- Austria
- Bielorussia
- Bulgaria
- Croazia
- Francia
- Germania
- Grecia
- Italia
- Israele
- Paesi Bassi

- Regno Unito
- Rep. Ceca
- Russia
- Slovacchia
- Spagna
- Svezia
- Svizzera
- Turchia
- Ucraina
- Ungheria

## Calendario
| Data           | Ora   | Evento                       |
| -------------- | ----- | ---------------------------- |
| 13 agosto 2014 | 09:00 | Preliminari singolo tecnico  |
| 13 agosto 2014 | 15:00 | Preliminari duo tecnico      |
| 13 agosto 2014 | 19:00 | Preliminari squadre tecnico  |
| 14 agosto 2014 | 10:00 | Preliminari duo libero       |
| 14 agosto 2014 | 18:00 | Preliminari squadre libero   |
| 15 agosto 2014 | 10:00 | Preliminari singolo libero   |
| 15 agosto 2014 | 18:00 | Preliminari combinato libero |
| 16 agosto 2014 | 10:00 | Finale duo                   |
| 16 agosto 2014 | 18:00 | Finale squadre               |
| 17 agosto 2014 | 10:00 | Finale singolo               |
| 17 agosto 2014 | 18:00 | Finale combinato             |

## Podi
| Evento                         | Oro | Perform. | Argento | Perform. | Bronzo | Perform. |
| Singolo (dettagli)             | Russia Svetlana Romašina | 95,8333  | Spagna Ona Carbonell | 93,7000  | Ucraina Anna Vološyna | 92,3333  |
| Duo (dettagli)                 | Russia Dar'ja Korobova Svetlana Kolesničenko | 96,1000  | Ucraina Lolita Ananasova Anna Vološyna | 92,9000  | Spagna Ona Carbonell Paula Klamburg | 92,1667  |
| A squadre (dettagli)           | Russia Vlada Čigirëva Svetlana Kolesničenko Anisja Ol'chova Elena Prokof'eva Alla Šiškina Marija Šuročkina Gelena Topilina Darina Valitova Lilija Nizamova* Michaėla Kalanča*                                              | 96,8333  | Ucraina Lolita Ananasova Olena Hrečychyna Ol'ha Kondrašova Oleksandra Sabada Kateryna Sadurska Anastasija Savčuk Ksenija Sydorenko Anna Vološyna Oleksandra Kašuba* Dana-Marija Klymenko* Kateryna Reznyk* Ol'ha Zolotarova* | 94,0667  | Spagna Clara Basiana Alba María Cabello Ona Carbonell Margalida Crespí Sara Levy Meritxell Mas Cristina Salvador Paula Klamburg Clara Camacho* Cecilia Jiménez*                                      | 92,4667  |
| Combinato a squadre (dettagli) | Ucraina Lolita Ananasova Olena Hrečychyna Oleksandra Kašuba Kateryna Reznyk Oleksandra Sabada Kateryna Sadurska Anastasija Savčuk Ksenija Sydorenko Anna Vološyna Ol'ha Zolotarova Dana-Marija Klymenko* Ol'ha Kondrašova* | 94,4333  | Spagna Clara Basiana Clara Camacho Ona Carbonell Margalida Crespí Sara Gijon Thaïs Henríquez Cecilia Jiménez Sara Levy Meritxell Mas Cristina Salvador Alba María Cabello* Paula Klamburg*                                   | 93,0333  | Italia Elisa Bozzo Beatrice Callegari Camilla Cattaneo Linda Cerruti Francesca Deidda Costanza Ferro Manila Flamini Mariangela Perrupato Dalila Schiesaro Sara Sgarzi Alessia Pezone* Federica Sala* | 90,3333  |

* Riserva

## Medagliere
| Posizione | Paese   | Oro | Argento | Bronzo | Totale |
| --------- | ------- | --- | ------- | ------ | ------ |
| 1         | Russia  | 3   | 0       | 0      | 3      |
| 2         | Ucraina | 1   | 2       | 1      | 4      |
| 3         | Spagna  | 0   | 2       | 2      | 4      |
| 4         | Italia  | 0   | 0       | 1      | 1      |
| Totale    | Totale  | 4   | 4       | 4      | 12     |